# HD219860
HD219860 — хімічно пекулярна зоря спектрального класу A2, що має видиму зоряну величину в смузі V приблизно  7,1.
Вона  розташована на відстані близько 769,2 світлових років від Сонця.